# ميجومي تاكاموتو
ميجومي تاكاموتو (باليابانية 高本 めぐみ ميجومي تاكاموتو، ولدت في  3 أكتوبر 1985) هي مؤدية أصوات ومغنية يابانية ، وموقعة عقد تابع لشركة سيجما سيفن . 

## فيلموغرافيا
- لوف جيت تشو (موموكو إيتشيهارا)
- نيجامي! ؟ (تشاو لينغشن)

- بيج وينداب! (توموكا فوكامي)
- متاهة المحقق الرائعة (هيناكو ميزوز)

- نوجيزاكا هاروكا نو هميتسو (ماريا يوكينوهارا)
- جيجوكو شوجو ميتسوجان (يونا سيريزاوا)

- الخميائي الفولاذي ( وينري روكيبل ) [2]
- ساساميكي كوتو (أوشيو كازاما)
- سورا نو مانيماني (أكينا كاوامورا)
- ألبوم أبيض (ميساكي سواكورا)

- بيج ويند اب! ~ ناتسو لا تايكاي هين~ (توموكا فوكامي)
- هيتاليا: محور القوى (سيشيل)
- جويلبيت توينكيل (ألما جيناي)

- بيدامان كروس فاير (ناتسومي إينابا)
- أرنب مظلم له سبعة حياة (هيما سايتو) [3]
- ديدمان وندرلاند (ميمي)
- سكيت دانس (ميموري يونيو)

- جويلبيت كيرا ديكو! (سمك الصورى)
- أوني أي ! (كاورو جنو)
- ساكي أتشيغا - هين ايبيسود اوف سايد -ايه (هينا ياماتاني ، كيكو ياجيهارا ، يوشيكو ياساكوشي)

- كروس فايت بيدامان اي أس (ناتسومي إينابا)
- دمية غير قابلة للكسر (شارلوت بيلو)

- مجموعة التنين (آيس فالكيري)
- جينسي (توموكو أوشيمورا)
- روكوجيما لا شينرياكوشا! ؟ (هارومي ساكورابا)
- ساكي: المواطنون (هينا ياماتاني)

- كارد فايت ! فانجارد جي (هيناكو ميامى)

- وتعتقد أنه لا يوجد فتاة على الإنترنت؟ (والدة أكو)

- كونوهانا كيتان ( هيوري )

- أرنب مظلم له سبعة حياة (هيما سايتو)
- المجوس: مغامرة السندباد (السندباد (الشاب الصغير)
- المعلمة السحرية نيغيما! المعلمة السحرية نيغيما! (تشاو لينغشن)
- أوتومي و بوكو ني كويشيتيرو: فوتاري نو إلدر (كيلي غلانزيليوس)

### الرسوم المتحركة المسرحية
- الخميائي الفولاذي : النجم المقدس لميلوس (وينري روكبيل)
- نيجيما! أنيمي النهائي (تشاو لينغشن)

## روابط خارجية
- ميجومي تاكاموتو على موقع IMDb (الإنجليزية)
- ميجومي تاكاموتو على موقع ميوزك برينز (الإنجليزية)
- ميجومي تاكاموتو على موقع قاعدة بيانات الفيلم (الإنجليزية)
- ميجومي تاكاموتو على موقع ANN person (الإنجليزية)
- ميجومي تاكاموتو  في شبكة أخبار الأنمي